# OX5 (航空機)
大西 OX5 スバルプレン
- 用途：ホームビルト機
- 分類：モーターグライダー
- 設計者：大西勇一
- 製造者：大西勇一
- 運用者：大西勇一
- 初飛行：1967年2月[1]あるいは1968年[2][3][4]（OG-2）[1][2][3][4]
- 生産数：1機
- 退役：1992年
- 運用状況：退役・展示

OX5 スバルプレンは、1960年代に日本の大西勇一が製作したホームビルト機・モーターグライダー。本項では、前身であるOG-2 エアロパブリカについても併せて述べる。なお、スバルプレンの型式番号も「OG-2」とされることがある。

## 経緯
技術者・設計者であった大西は、1966年（昭和41年）8月にホームビルト機の設計を開始し、1967年（昭和42年）あるいは1968年（昭和43年）より、山形県の学校から譲渡された萩原式H-22型グライダー（機体記号「JA0143」）を基に、トヨタ・パブリカのエンジンを搭載したOG-2を自作。1968年8月24日に完成させた。同年の国際航空宇宙ショーの際には、会場となった入間基地にて展示飛行を披露している。1969年（昭和44年）には、大西はスバル・1000のエンジンを搭載したOX5へとOG-2を改造した。
1970年（昭和45年）7月28日、大西は自らOX5を操縦し、日本初の自作航空機による洋上2地点間飛行となる茅ヶ崎 - 伊豆大島間の往復飛行を成功させた。離陸時には相模川河口近くのゴルフ場の堤防を臨時の滑走路として使用し、飛行距離は120 kmに及んだ。飛行計画の策定には富士重工業、日本自作航空機協会、神奈川航空協会が協力し、3ヶ月にわたる関係各省庁との調整を経て航空局からの飛行許可にこぎ着けている。飛行の際には、大西が社長を務めていたタテバヤシエアロ社有のセスナ機をはじめ海上保安庁のツインビーチや新聞社のヘリコプターなど計11機が随伴するとともに、巡視艇2隻や航空自衛隊のKV-107も非常時に備えて待機していた。
翌1971年（昭和46年）4月28日には、フロートを備える水上型に改造された上で、利根大堰にて飛行試験を実施した。また、同年に大西飛行場で行われた自作航空機大会「フライイン'71」をはじめ、東京および大阪の三越デパートなど日本各地で飛行展示を含む展示を行ったが、この際に輸送中の降雨などによって機体がダメージを受け、1977年（昭和52年）には一時飛行が不可能な状態に陥っていた。しかし、その後も1992年（平成4年）まで飛行を続け、引退後は航空科学博物館への寄贈・保管を経て、長期貸与または永久貸与という形で2006年（平成18年）4月より向井千秋記念子ども科学館にて常設展示されている。また、1990年（平成2年）には機体記号「JX0001」が付与されている。
なお、1971年頃には、OX5を発展させた機体をキットプレーンとして市販することも計画されていた。1977年頃には、スバル製の1,600 ccエンジンをプッシャー式に装備する、アメリカの自作機の水準を目標とした後継機の製作も、胴体フレームの組立まで進行していた。

## 機体
機体は高翼単葉のモーターグライダーに区分されるもので、H-22型からは胴体後部と主翼・尾翼を流用しており、うち主翼は翼端を切り詰めた上で用いられた。胴体前部は、廃機となったセスナ機から流用されたジュラルミンを用いて、大西が過去に自作したジャイログライダーの構造を応用する形で新造されている。プロペラはサクラ製の自作品を装備し、着陸脚も増設された。エンジンは、OG-2の時点ではパブリカの空冷水平対向2気筒エンジンを自動車修理工場を経営する友人から譲り受け、プッシャー式に配置していた。OG-2の製作にかかった費用は約100万円。
OX5への改造に際しては、胴体前部をコックピット・エンクロージャで覆うとともに、機体のバランスを調節して燃料タンクを大型化させるべく、エンジン配置をトラクター式に改めている。搭載エンジンはスバル・1000のもののうち排気量1,000 cc、1,100 cc、1,300 ccと換装を重ねており、うち1,300 ccのエンジンを装備した際にもっとも良好な性能を示している。水上型への再改造時には、全長3.34 mのフロートが取り付けられている。

## 諸元
OG-2
出典: 「変わりだね・カスタム飛行機」 82頁、『Jane's All the World's Aircraft 1969-70』 148頁。
諸元
- 乗員: 1名
- 全長: 6.5 m （21 ft 4 in[注 2]）
- 全高: 1.5 m （4 ft 11 in[注 3]）
- 翼幅: 12.0 m（39 ft 4+1⁄2 in）
- 翼面積: 16.80 m2 （180.83 sq ft）
- 翼型: Clark Yシリーズ
- 動力: トヨタ 空冷水平対向2気筒[3]、 （32 hp）  [注 4] × 1
- 重量: 285 kg (628 lb)[注 5]

性能
- 最大速度: 75 km/h[注 6]
- 航続距離: 250 km （155 mi）
- 上昇率: 61 m/min （200 ft/min）
- 離陸滑走距離: 100 m （330 ft）
- 着陸滑走距離: 80 m （260 ft）
- 翼面荷重: 17.6 kg/m2 （3.60 lb/sq ft）
- 最大馬力荷重（プロペラ）: 8.4 kg/hp （18.51 lb/hp）
- 最大巡航速度: 65 km/h (40 mph)
- 経済巡航速度: 45 km/h (28 mph)
- 航続時間: 1時間

OX5（1,100 ccエンジン装備時）
出典: 「「ホームビルト機で洋上飛行！」 104頁。
諸元
- 乗員: 1名
- 全長: 6.9 m
- 全高: 1.6 m
- 翼幅: 12.2 m
- 翼面積: 16.8 m2
- 動力: スバル 水冷水平対向4気筒[3]、 （最大62 hp）   × 1
- 重量: 310 kg[注 7]

性能
- 最大速度: 100 km/h
- 巡航速度: 75 km/h